# Денг Алор Куол
Денг Алор Куол (енгл. Deng Alor Kuol) је министар иностраних послова у Влади Јужног Судана. На позицију је постављен 10. јула 2011. од стране председника државе и премијера Салве Кира Мајардита. Мандат министра је у трајању од пет година. Претхондо је обављао функцију министра за регионалну сарадњу у Влади Аутономног региона Јужни Судан у периоду 2005—2010. године.